# Persone di nome Giuseppe/Attori
| Questa pagina contiene informazioni ricavate automaticamente dalle voci biografiche con l'ausilio del template Bio e di un bot. L'aggiornamento è periodico e automatico e ricostruisce completamente la pagina. Se manca una persona in questa lista, sei pregato di non aggiungerla, ma accertati piuttosto che la sua voce biografica contenga il template Bio e che i dati anagrafici siano correttamente compilati. Se il template Bio manca, inseriscilo tu stesso o, in alternativa, metti l'avviso {{tmp\|Bio}} che ne segnala la mancanza. Se i dati riportati sono sbagliati, correggi direttamente la voce biografica; le modifiche saranno visibili in questa lista entro pochi giorni. Per chiarimenti vedi il progetto antroponimi. La lista contiene solo le 52 persone che sono citate nell'enciclopedia e per le quali è stato implementato correttamente il template Bio. Pagina aggiornata al 23 mag 2025. |

Questa è una lista di persone presenti nell'enciclopedia che hanno il nome Giuseppe e sono attori.

## A(3)
- Giuseppe Addobbati, attore italiano (Macarsca, n. 1909 - Roma, † 1986)
- Giuseppe Anatrelli, attore italiano (Napoli, n. 1925 - Napoli, † 1981)
- Giuseppe Andrews, attore, regista e cantautore statunitense (Key Largo, n. 1979)

## B(4)
- Cip Barcellini, attore e direttore del doppiaggio italiano (Borgomanero, n. 1937)
- Giuseppe Battiston, attore e regista italiano (Udine, n. 1968)
- Mauro Bosco, attore e doppiatore italiano (Torino, n. 1938)
- Giuseppe Brignone, attore italiano (Cuneo, n. 1854 - Torino, † 1937)

## C(5)
- Giuseppe Cederna, attore e scrittore italiano (Roma, n. 1957)
- Giuseppe Ciabattini, attore, regista e scrittore italiano (Aulla, n. 1884 - Milano, † 1962)
- Tiberio Condello, attore, scrittore e poeta italiano (Jatrinoli oggi Taurianova, n. 1904 - Cassino, † 1962)
- Beppe Convertini, attore, conduttore televisivo e conduttore radiofonico italiano (Martina Franca, n. 1971)
- Giuseppe Cristiano, attore italiano (Melfi, n. 1990)

## D(5)
- Giuseppe De Domenico, attore italiano (Messina, n. 1993)
- Giuseppe De Martino, attore italiano (Napoli, n. 1854 - Napoli, † 1918)
- Peppino De Martino, attore italiano (Napoli, n. 1908 - Roma, † 1965)
- Giuseppe De Rosa, attore italiano (Castellammare di Stabia, n. 1951)
- Stefano De Sando, attore e doppiatore italiano (Pizzo, n. 1954)

## F(3)
- Pino Ferrara, attore e doppiatore italiano (Padova, n. 1929 - Roma, † 2011)
- Giuseppe Fiorello, attore, produttore cinematografico e sceneggiatore italiano (Catania, n. 1969)
- Giuseppe Fortis, attore e doppiatore italiano (Novara, n. 1926 - Tivoli, † 1993)

## G(3)
- Giuseppe Gambardella, attore italiano (Napoli - Napoli)
- Giuseppe Gandini, attore italiano (Ferrara, n. 1972)
- Geppy Gleijeses, attore, drammaturgo e regista teatrale italiano (Napoli, n. 1954)

## I(3)
- Giuseppe Ianigro, attore italiano (Santeramo in Colle, n. 1898 - Napoli, † 1984)
- Pino Insegno, attore, doppiatore e comico italiano (Roma, n. 1959)
- Peppe Iodice, attore, comico e cabarettista italiano (Napoli, n. 1970)

## L(1)
- Giuseppe Loconsole, attore italiano (Bari, n. 1973)

## M(2)
- Giuseppe Maggio, attore italiano (Roma, n. 1992)
- Peppino Mazzotta, attore italiano (Domanico, n. 1971)

## N(1)
- Giuseppe Negri, attore e conduttore televisivo italiano (Mortara, n. 1936 - Riccione, † 1997)

## O(1)
- Giuseppe Oristanio, attore brasiliano (San Paolo, n. 1958)

## P(8)
- Giuseppe Pagliarini, attore italiano (Milano, n. 1920 - Milano, † 1999)
- Piero Palermini, attore italiano (Roma, n. 1925 - Roma, † 1996)
- Giuseppe Pambieri, attore, regista teatrale e doppiatore italiano (Varese, n. 1944)
- Pippo Pattavina, attore italiano (Lentini, n. 1938)
- Giuseppe Pierozzi, attore italiano (Roma, n. 1883 - Roma, † 1956)
- Giuseppe Pirozzi, attore italiano (Napoli, n. 2008)
- Giuseppe Porelli, attore italiano (Napoli, n. 1897 - Roma, † 1982)
- Giuseppe Provinzano, attore e regista italiano (Palermo, n. 1982)

## Q(2)
- José Quaglio, attore e regista italiano (Anguillara Veneta, n. 1923 - Cosne-Cours-sur-Loire, † 2007)
- Pino Quartullo, attore, regista e sceneggiatore italiano (Civitavecchia, n. 1957)

## R(2)
- Giuseppe Ragone, attore italiano (Tricarico, n. 1986)
- Giuseppe Rinaldi, attore, doppiatore e direttore del doppiaggio italiano (Roma, n. 1919 - Roma, † 2007)

## S(5)
- Giuseppe Sacco Albanese, attore maltese (Bormla, n. 1872 - † 1943)
- Giuseppe Sanfelice, attore italiano (Roma, n. 1983)
- Giuseppe Spata, attore italiano (Ragusa, n. 1993)
- Giuseppe Sterni, attore, regista e produttore cinematografico italiano (Bologna, n. 1883 - Roma, † 1952)
- Giuseppe Sulfaro, attore italiano (Messina, n. 1984)

## T(1)
- Giuseppe Tantillo, attore italiano (Palermo, n. 1983)

## Z(3)
- Giuseppe Zago, attore italiano (Venezia, n. 1881 - Venezia, † 1947)
- Peppe Zarbo, attore italiano (Agrigento, n. 1965)
- Giuseppe Zeno, attore italiano (Napoli, n. 1976)